# Audi Quattro
El Audi Quattro es la versión tope de gama del Audi GT Coupe que a su vez era la variante deportiva del Audi 80 B2. Esta versión es un automóvil deportivo producido por el fabricante alemán Audi entre 1980 y 1991. Fue el primer automóvil en usar la tracción a las cuatro ruedas tras el Jensen FF de 1966 y uno de los automóviles de rally más exitosos de la historia.

## Versión comercial
El Quattro tiene una carrocería cupé de dos puertas y motor delantero longitudinal. Sus motores de gasolina eran un 2.1 litros de 203 CV (149 kilovatios) de potencia máxima, y un 2.2 litros de 225 CV (165 kilovatios).
En 1982 se fabricó una versión limitada a 39 unidades, el Audi Quattro Treser Roadster en variante cabrio realizado por Walter Treser.
En 1984 se modificó y actualizado con un restyling, el tamaño de las ruedas cambió de 6x15 pulgadas con neumáticos 205/60-15 a 8x15 pulgadas con neumáticos 215/50-15. Al mismo tiempo la suspensión se redujo de 20 mm (0,8 pulgadas) con muelles ligeramente más rígidos para mejorar el manejo. Para 1987, el diferencial central Torsen fue utilizado por primera vez, reemplazando el diferencial central de bloqueo manual.
Audi Sport Quattro fue la versión deportiva que contaba con 306 CV (225 kilovatios) pero fue lanzada como una edición limitada a 200 unidades que tuvo un periodo de fabricación de un año desde 1984 a 1985. El modelo estaba modificado con un nuevo frontal, estaba ensanchado y homologado para la competición.
Fue principalmente usado por el equipo oficial de Audi en el Campeonato Mundial de Rally, el Audi Sport, entre los años 1981 y 1986, primeramente como Grupo 4 y luego como Grupo B. Obtuvo dos campeonatos del mundo de marcas y dos de pilotos, así como 23 victorias.

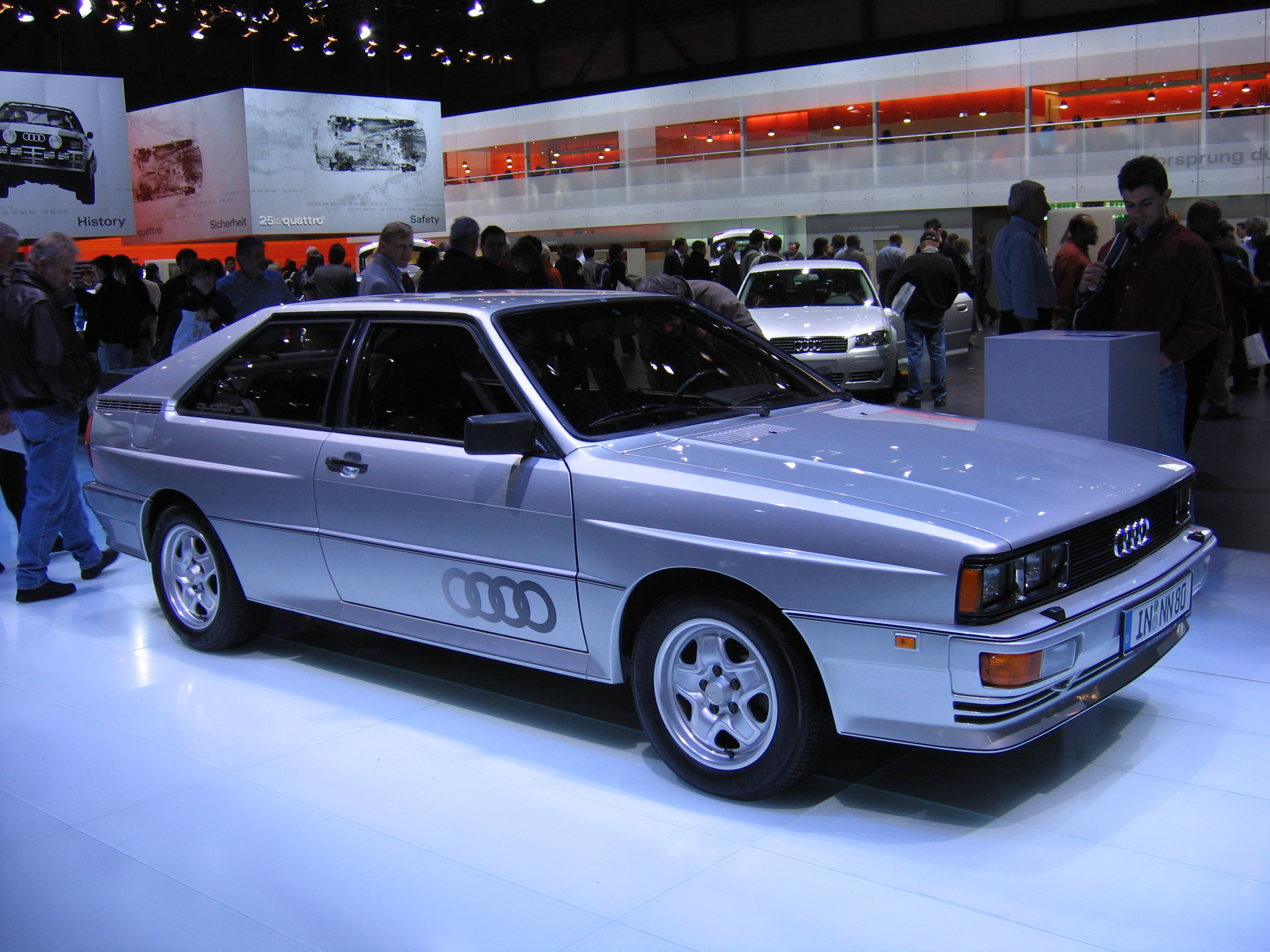
Primera serie del Quattro destacaba el frontal con sus bifaros.
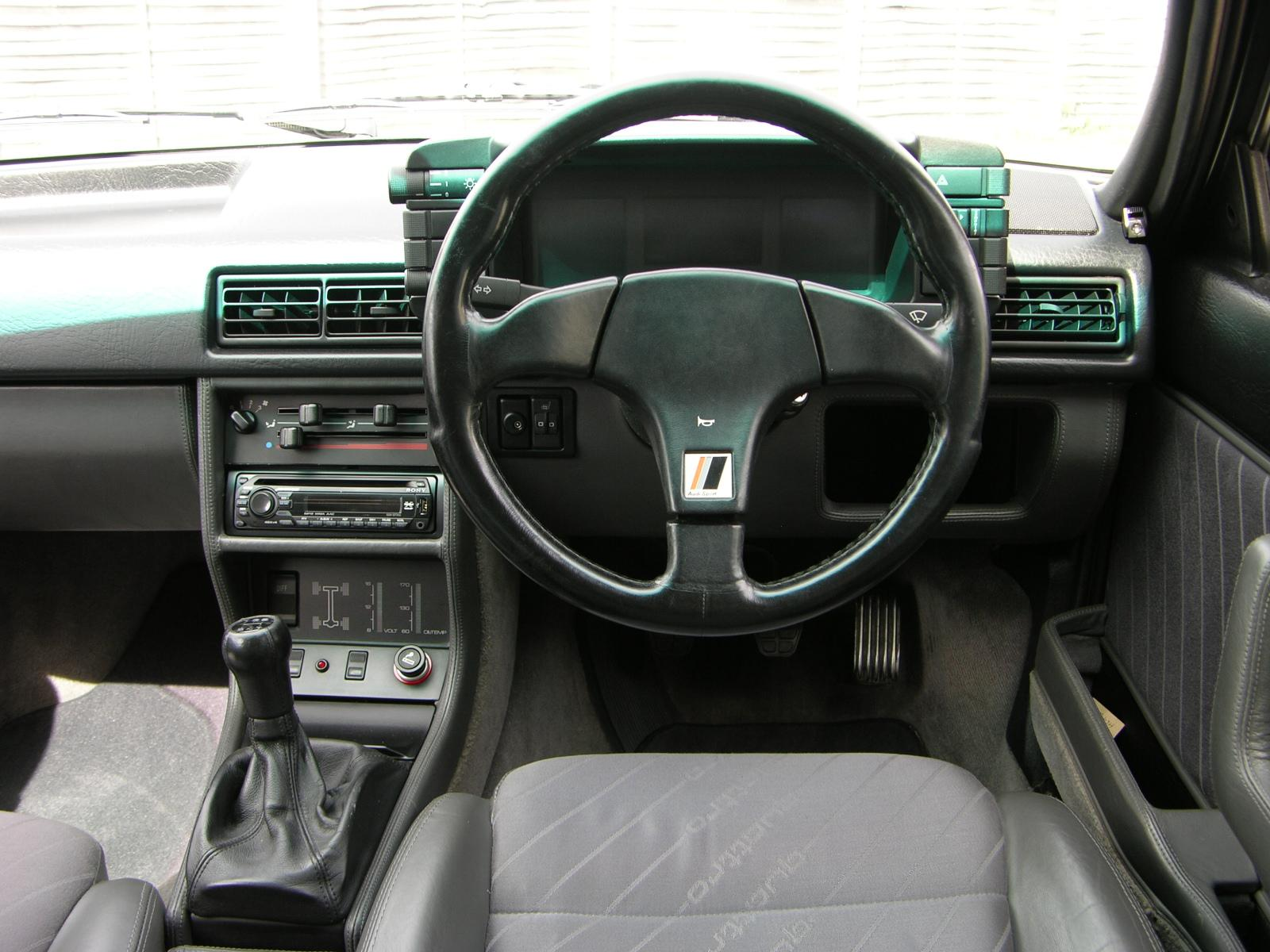
Interior del modelo
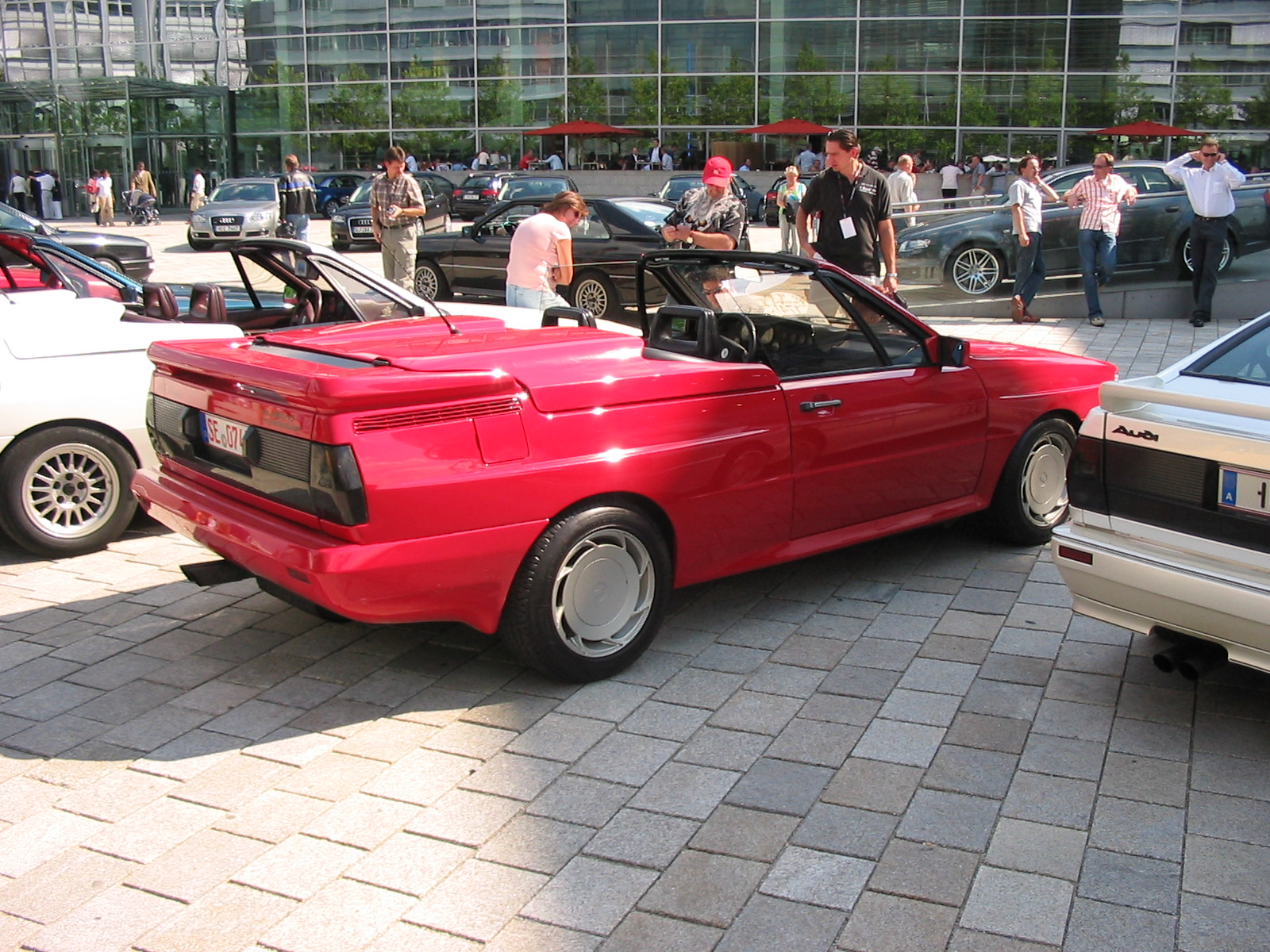
variante descapotable.

## Competición
En 1977 Audi se propuso derogar una norma de la FIA que prohibía los coches de cuatro ruedas motrices en los rallies. Ante la no negativa del resto de las marcas la FIA accedió, lo que supuso el banderazo de salida para el Audi Quattro. El único vehículo que Audi había construido con tracción integral y que ni tan siquiera llevaba su nombre era el Volkswagen Iltis que en 1980 ganó la desconocida por aquel entonces, Paris Dakar.
El encargado del proyecto fue el alemán Ferdinand Piëch, nieto de Ferry Porsche y que acabaría siendo presidente del Grupo Volkswagen. Piech creía que la tracción a las cuatro ruedas tendría mejor agarre en superficies resbaladizas como la tierra o la nieve compensando el alto peso del vehículo.
El Quattro vio la luz en el Salón de Ginebra de 1980, un cupé de aspecto contundente basado en el Audi 80. El coche fue presentado como vehículo de calle pero pensado para competir. 
Un equipo de ingenieros encabezado por Jörg Besinger, fueron los responsables del diseño del coche. El Quattro presentaba un eficaz sistema mecánico de tracción integral y un motor inédito de cinco cilindros en línea de 2,2 litros con turbo que rendía 200 cv aunque podía llegar a los 330-350 en la versión de competición con preparar el bloque y aumentar la presión del turbo. El motor se había tomado de un Audi 200 turbo. El sistema de tracción integral fue el principal problema para los ingenieros, puesto que no era fácil de introducirlo en un chasis monocasco. El diseñador Hans Navidek, repartió el par al cincuenta por ciento entre cada eje mediante engranajes cónicos. El sistema disponía de un eje que llevaba en el interior el diferencial intermedio de tipo Torsen integrado en el cambio. Para unir el diferencial central con el delantero se utilizó un eje de reenvío situado dentro del anterior, mientras que el par pasaba al tren trasero a través de un árbol de transmisión con salida en la parte trasera del cambio. Este sistema obligaba a elaborar piezas de precisión y tenía la ventaja de ser ligero y de escaso volumen. Para armar el Quattro se utilizaron piezas de otros vehículos de la marca, el bastidor era del Audi 80, adaptado para la nueva transmisión y para la suspensión trasera se invirtió la McPherson delantera del Audi 80 y se reforzó con tirantes.
El Audi Quattro fue el primer automóvil con tracción a las cuatro ruedas que participó en el mundial de rally. Primeramente pertenecía al Grupo 4 que compitió entre 1980 y 1982. En 1983 se homologó como Grupo B y tuvo cuatro evoluciones diferentes conocidas como: A1, A2, Sport y S1. En paralelo al desarrollo del coche la marca inició el programa de rallies. Fichó a Hannu Mikkola y a la francesa Michele Mouton. Mikkola sería el encargado del desarrollo del Quattro y sería quien lo estrenaría, como vehículo cero, en el Rally de Algarve de 1980, prueba, ese año, puntuable para el Campeonato de Europa. La organización accedió a cronometrarle a pesar de no estar incluido en la carrera y si Mikkola hubiese participado en la prueba ganaría con una ventaja de 26 minutos, lo que dejó claro que el vehículo estaba más que listo para competir.
| Año    | 1981    | 1982       | 1983          | 1984       | 1985    | 1986    |
| Grupo  | Grupo 4 | Grupo 4    | Grupo B       | Grupo B    | Grupo B | Grupo B |
| Modelo | Quattro | Quattro    |               |            |         |         |
| Modelo |         | Quattro A1 |               |            |         |         |
| Modelo |         | Quattro A2 |               |            |         |         |
| Modelo |         |            | Sport Quattro |            |         |         |
| Modelo |         |            |               | Quattro S1 |         |         |

### Audi Quattro
Su primera participación oficial fue en el Rally de Montecarlo de 1981, y en el sexto tramo Mikkola ya partía con una ventaja de seis minutos sobre el segundo, pero una salida de carretera puso fin a lo que pudo ser una auténtica exhibición en la que era la primera carrera del Audi Quattro en el mundial. En la siguiente prueba en Suecia, Mikkola logró la primera victoria del vehículo, que sin embargo, la ineficacia sobre asfalto y la mala gestión del equipo en el campeonato, impidió que el Quattro dominara la temporada a su antojo. Las continuas averías y una exclusión en el Rally Acrópolis, por la eliminación de los faros auxiliares para conseguir una mayor refrigeración provocaron la destitución del director del equipo Walter Tresser que fue sustituido por Roland Gumpert.
En 1982 Audi logró el mundial de marcas, pero a la francesa Michele Mouton se le escapó el de pilotos en la penúltima carrera. En el Rally Costa de Marfil, Mouton tuvo un accidente en el tramo 45, el último día y a falta de nueve tramos. El alemán Walter Rohrl ganó la prueba y el título de pilotos, que de esa manera no tuvo que presentarse en el último rally del año, Gran Bretaña, para coronarse campeón.

#### Características técnicas
- Motor: delantero longitudinal de 5 cilindros en línea con turbo. 2.109 cc. Potencia 370cv a 6500 rpm. Par máximo 420 Nm a 3.500 rpm.
- Transmisión: tracción integral con tres diferenciales mecánicos y caja de cambios manual de 5 marchas.
- Carrocería: berlina de dos puertas y cuatro plazas, de acero con paneles de aluminio o kevlar.
- Chasis: monocasco de acero, suspensiones delantera y trasera McPherson. Frenos de disco ventilados.
- Dimensiones: 4,40 m de largo, 1,73 de ancho y 1,34 de alto..
- Peso: 1.000kg.

#### Resultados completos WRC

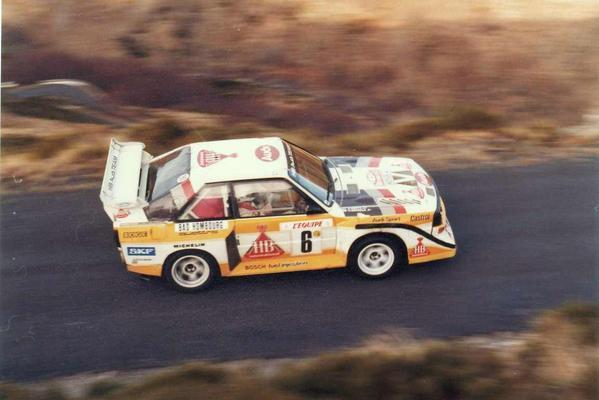
Hannu Mikkola en el Rally de Montecarlo de 1986.

| Año  | Equipo     | Pilotos        | MON | SWE | POR | FRA | GRE | FIN | ITA | GBR | Pos. | Puntos |
| 1981 | Audi Sport | Hannu Mikkola  | 91  | 1   | Ret | Ret | DES | 3   | 4   | 1   | 3.º  | 81     |
| 1981 | Audi Sport | Michele Mouton | Ret |     | 4   | Ret | DES | 13  | 1   | Ret | 8.º  | 30     |

| 1982 | Audi Sport |                  | MON | SWE | POR | FRA | GRE | NZL | BRA | FIN | ITA | CDM | GBR | Pos. | Puntos |
| 1982 | Audi Sport | Hannu Mikkola    | 2   | 16  | Ret | Ret | Ret | Ret | DES | 1   | 2   | DES | 1   | 3.º  | 70     |
| 1982 | Audi Sport | Michele Mouton   | Ret | 5   | 1   | 7   | 1   | Ret | 1   | Ret | 4   | Ret | 2   | 2.º  | 97     |
| 1982 | Audi Sport | Stig Blomqvist   |     | 1   |     |     |     |     |     | 2   | 1   |     | 8   | 4.º  | 58     |
| 1982 | Audi Sport | Franz Wittman    |     |     | 3   | Ret | Ret |     |     |     | Ret |     |     | 16.º | 12     |
| 1982 | Audi Sport | Harald Demuth    |     |     |     |     |     |     |     |     | Ret |     | 5   | 32.º | 8      |
| 1982 | Audi Sport | Michelle Cinotto | Ret |     |     |     | Ret |     |     |     | 6   |     |     | 39.º | 6      |

### Audi Quattro A1
La evolución A1 debutó en el Rally de Montecarlo de 1983, ya como Grupo B año en el que ganó dos rallyes, en Suecia y Portugal, con Mikkola de piloto. Ese año Audi logró el título de pilotos, que había perdido el año anterior, pero por otro lado no consiguió el de marcas por solo dos puntos, que ese año se iría para el Lancia 037.
El A1 llevaba un motor 2.144cc y rendía unos 370cv con una caja de cambios de 5 marchas.

#### Resultados completos WRC
| Año  | Equipo     | Pilotos        | MON | SWE | POR | KEN | Pos. | Puntos |
| 1983 | Audi Sport | Hannu Mikkola  | 4   | 1   | 1   | 2   | 1.º  | 125    |
| 1983 | Audi Sport | Stig Blomqvist | 3   | 2   | DES |     | 4.º  | 89     |
| 1983 | Audi Sport | Michele Mouton | Ret | 4   | 2   | 3   | 5.º  | 53     |

### Audi Quattro A2
El Audi Quattro A2 debutó en el Rally de Córcega de 1983, año en el que ganó en Argentina, Finlandia y Gran Bretaña, de nuevo con Mikkola y con Stig Blomqvist. Se siguió usando en 1984, en el que lograría seis victorias y los dos títulos, pilotos y constructores, gracias a las buenas actuaciones del sueco Blomqvist. Ese año se usó conjuntamente con la siguiente evolución, el Sport Quattro, participando en todas los rallies del año menos en San Remo.

#### Resultados completos WRC
| Año  | Equipo     | Pilotos        | FRA | GRE | NZL | ARG | FIN | ITA | CDM | GBR | Pos. | Puntos |
| 1983 | Audi Sport | Hannu Mikkola  | Ret | Ret | Ret | 1   | 1   | Ret | 2   | 2   | 1.º  | 125    |
| 1983 | Audi Sport | Stig Blomqvist |     | 3   | DES | 2   | 2   | Ret |     | 1   | 4.º  | 89     |
| 1983 | Audi Sport | Michele Mouton | Ret | Ret | Ret | 3   | 16  | 7   |     | Ret | 5.º  | 53     |

| Año  | Equipo     | Pilotos        | MON | SWE | POR | KEN | FRA | GRE | NZL | ARG | FIN | CDM | GBR | Pos. | Puntos |
| 1984 | Audi Sport | Hannu Mikkola  | 3   |     | 1   | 3   |     | 2   | 3   | 2   |     | 2   | 2   |      |        |
| 1984 | Audi Sport | Stig Blomqvist | 2   | 1   | Ret | Ret | 5   | 1   | 1   | 1   | 4   |     |     |      |        |
| 1984 | Audi Sport | Michele Mouton |     | 2   |     | Ret |     |     |     |     |     |     |     |      |        |
| 1984 | Audi Sport | Walter Rohrl   | 1   |     | 6   |     |     |     | Ret |     |     |     |     |      |        |

### Audi Sport Quattro
El Audi Sport Quattro, se estrenó en Córcega de 1984, con más de 450 cv, más ligero y con una distancia más corta aún entre ejes que el anterior. Debutó compartiendo filas con su hermano pequeño el A2. Sólo logró una victoria, en el Rally de Costa de Marfil de 1984. En 1985 se usaría hasta el Rally de Costa de Marfil y no lograría ninguna victoria pero sí varios podios. A partir de Argentina se alternó con la siguiente y última evolución: el Sport Quattro S1.

#### Resultados completos WRC
| Año  | Equipo     | Pilotos        | FRA | GRE | FIN | ITA | CDM | GBR | Pos. | Puntos |
| 1984 | Audi Sport | Hannu Mikkola  |     |     | Ret |     |     |     |      |        |
| 1984 | Audi Sport | Stig Blomqvist |     |     |     | Ret | 1   | DNS |      |        |
| 1984 | Audi Sport | Michele Mouton |     | Ret | Ret |     |     | 4   |      |        |
| 1984 | Audi Sport | Walter Rohrl   | Ret | Ret |     | Ret |     |     |      |        |

| Año  | Equipo     | Pilotos        | MON | SWE | POR | SAF | FRA | GRE | NZL | CDM | Pos. | Puntos |
| 1985 | Audi Sport | Hannu Mikkola  |     | 4   |     | Ret |     |     |     |     |      |        |
| 1985 | Audi Sport | Stig Blomqvist | 4   | 2   | 4   | Ret |     | 2   | 4   |     |      |        |
| 1985 | Audi Sport | Walter Rohrl   | 2   | Ret | 3   |     | Ret | Ret | 3   |     |      |        |
| 1985 | Audi Sport | Michele Mouton |     |     |     |     |     |     |     | Ret |      |        |

### Audi Quattro Sport S1
El Sport Quattro S1, también conocido como Sport Quattro E2 fue la última evolución del Quattro. Compitió en 1985 y 1986 pero solo lograría una victoria en San Remo de 1985. Tras la prohibición de los Grupo B en 1986, el Quattro fue jubilado de la competición y Audi siguió compitiendo pero con otros vehículos como el Audi 200.

#### Resultados completos WRC
| Año  | Equipo     | Pilotos        | ARG | FIN | ITA | GBR | Pos. | Puntos |
| 1985 | Audi Sport | Hannu Mikkola  |     | Ret |     | Ret |      |        |
| 1985 | Audi Sport | Stig Blomqvist | Ret | 2   |     |     |      |        |
| 1985 | Audi Sport | Walter Rohrl   |     |     | 1   | Ret |      |        |

| Año  | Equipo     | Pilotos       | MON | POR | Pos. | Puntos |
| 1986 | Audi Sport | Hannu Mikkola | 3   |     |      |        |
| 1986 | Audi Sport | Walter Rohrl  | 4   | Ret |      |        |

### Vida posterior

#### Audi Quattro S1 Pikes Peak

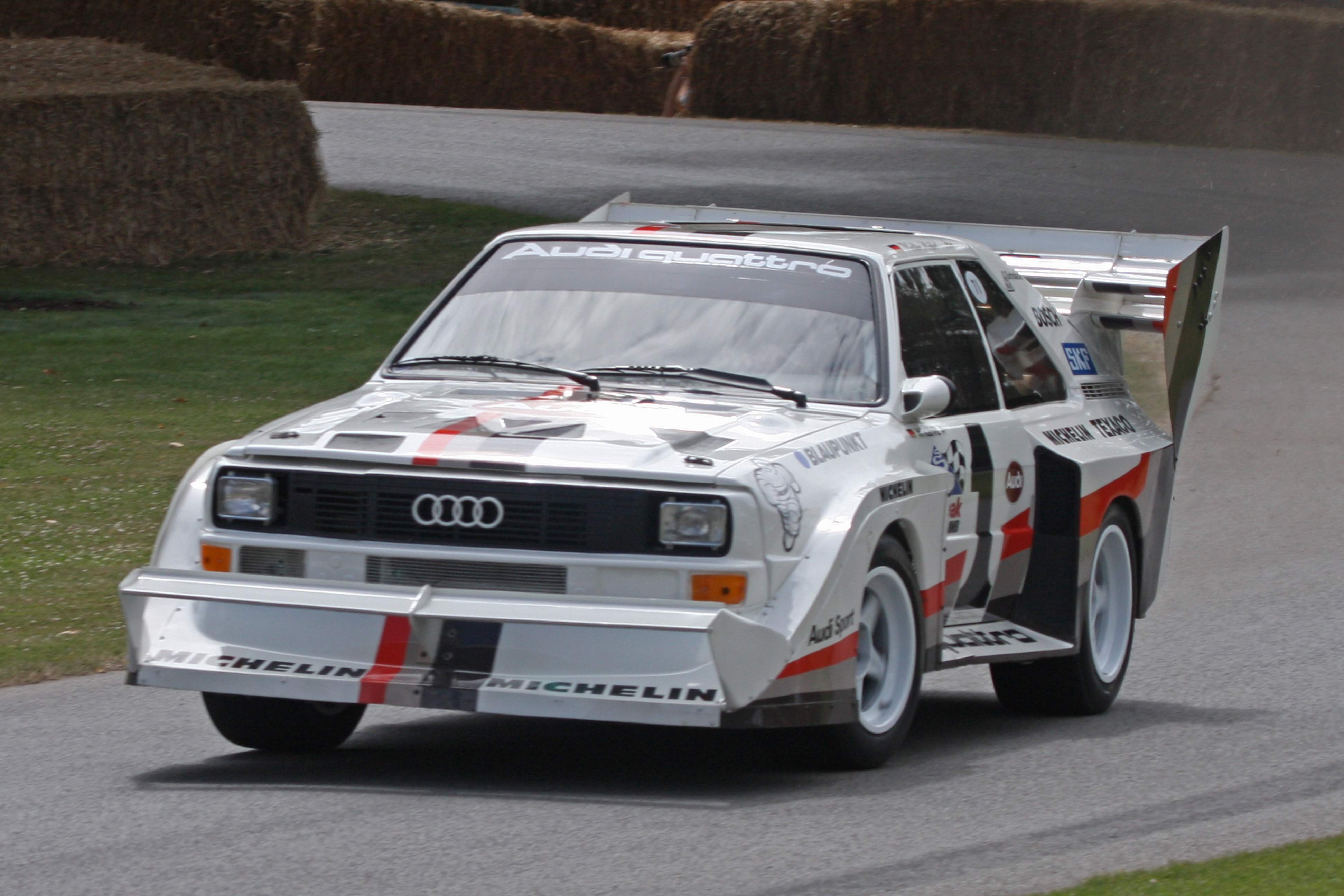
Audi Sport Quattro S1 Pikes Peak.

Tras la retirada de los Grupo B del mundial de rally, muchas marcas buscaron alargar la vida deportiva de sus vehículos. Audi fue una de ellas y creó una última evolución del Audi Quattro: el Audi Quattro S1 Pikes Peak. Fue creado para competir en la carrera norteamericana de montaña, la Pikes Peak International Hill Climb, donde otros Grupos B fueron también usados como el Peugeot 205T16.
La piloto Michele Mouton, que había sido subcampeón con el Audi Quattro, fue la encargada de pilotarlo logrando la victoria en 1984 y 1985 y con ello varios récords: batir el récord de la prueba y ser la primera mujer en ganarla. El estadounidense Bobby Unser y el alemán Walter Rohrl también condujo el Audi Quattro en Pikes Peak, logrando victorias en 1986 y 1987 respectivamente.
Otra de las disciplinas donde se compitió con el Audi Quattro junto a otros Grupo B, sería en carreras de autocross o rallycross.

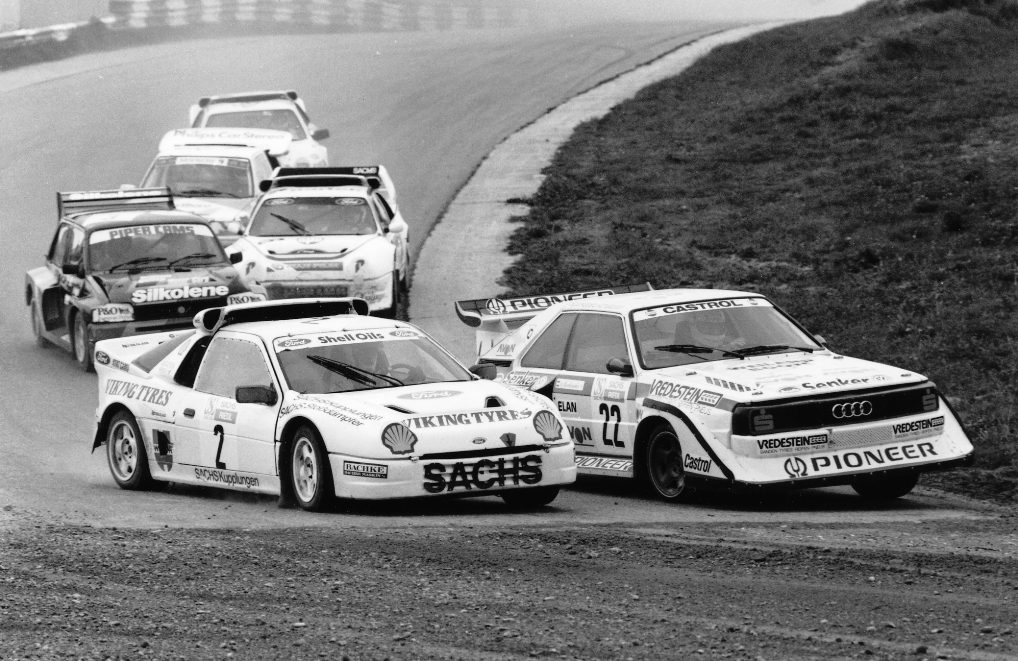
Un Audi Quattro (margen derecha de la imagen) junto a otros Grupo B en una competición de rallycross en 1989.

### Palmarés

#### Títulos
| Año  | Campeonato                    | Equipo     | Piloto         |
| ---- | ----------------------------- | ---------- | -------------- |
| 1982 | Campeonato Mundial de Marcas  | Audi Sport | -              |
| 1983 | Campeonato Mundial de Pilotos | Audi Sport | Hannu Mikkola  |
| 1984 | Campeonato Mundial de Marcas  | Audi Sport | -              |
| 1984 | Campeonato Mundial de Pilotos | Audi Sport | Stig Blomqvist |

#### Victorias en el WRC
| N.º | Modelo             | Año  | Rally                 | Piloto         |
| --- | ------------------ | ---- | --------------------- | -------------- |
| 1   | Audi Quattro       | 1981 | Rally de Suecia       | Hannu Mikkola  |
| 2   | Audi Quattro       | 1981 | Rally de San Remo     | Michele Mouton |
| 3   | Audi Quattro       | 1981 | Rally de Gran Bretaña | Hannu Mikkola  |
| 4   | Audi Quattro       | 1982 | Rally de Suecia       | Stig Blomqvist |
| 5   | Audi Quattro       | 1982 | Rally de Portugal     | Michele Mouton |
| 6   | Audi Quattro       | 1982 | Rally Acropolis       | Michele Mouton |
| 7   | Audi Quattro       | 1982 | Rally de Brasil       | Michele Mouton |
| 8   | Audi Quattro       | 1982 | Rally de Finlandia    | Hannu Mikkola  |
| 9   | Audi Quattro       | 1982 | Rally de San Remo     | Stig Blomqvist |
| 10  | Audi Quattro       | 1982 | Rally de Gran Bretaña | Hannu Mikkola  |
| 11  | Audi Quattro A1    | 1983 | Rally de Suecia       | Hannu Mikkola  |
| 12  | Audi Quattro A1    | 1983 | Rally de Portugal     | Hannu Mikkola  |
| 13  | Audi Quattro A2    | 1983 | Rally de Argentina    | Hannu Mikkola  |
| 14  | Audi Quattro A2    | 1983 | Rally de Finlandia    | Hannu Mikkola  |
| 15  | Audi Quattro A2    | 1983 | Rally de Gran Bretaña | Stig Blomqvist |
| 16  | Audi Quattro A2    | 1984 | Rally de Monte Carlo  | Walter Rohrl   |
| 17  | Audi Quattro A2    | 1984 | Rally de Suecia       | Stig Blomqvist |
| 18  | Audi Quattro A2    | 1984 | Rally de Portugal     | Hannu Mikkola  |
| 19  | Audi Quattro A2    | 1984 | Rally Acropolis       | Stig Blomqvist |
| 20  | Audi Quattro A2    | 1984 | Rally New Zealand     | Stig Blomqvist |
| 21  | Audi Quattro A2    | 1984 | Rally de Argentina    | Stig Blomqvist |
| 22  | Audi Quattro Sport | 1984 | Rally Costa de Marfil | Stig Blomqvist |
| 23  | Audi Quattro S1    | 1985 | Rally de San Remo     | Walter Rohrl   |